# Schloss Krásné Březno
Das Schloss Krásné Březno (deutsch Schönpriesen) liegt in Krásné Březno, einem Stadtteil von Ústí nad Labem (deutsch Aussig) in Tschechien. Bis zum Jahr 1867 hieß der Ort Březnice (deutsch Presei), davor Březník.

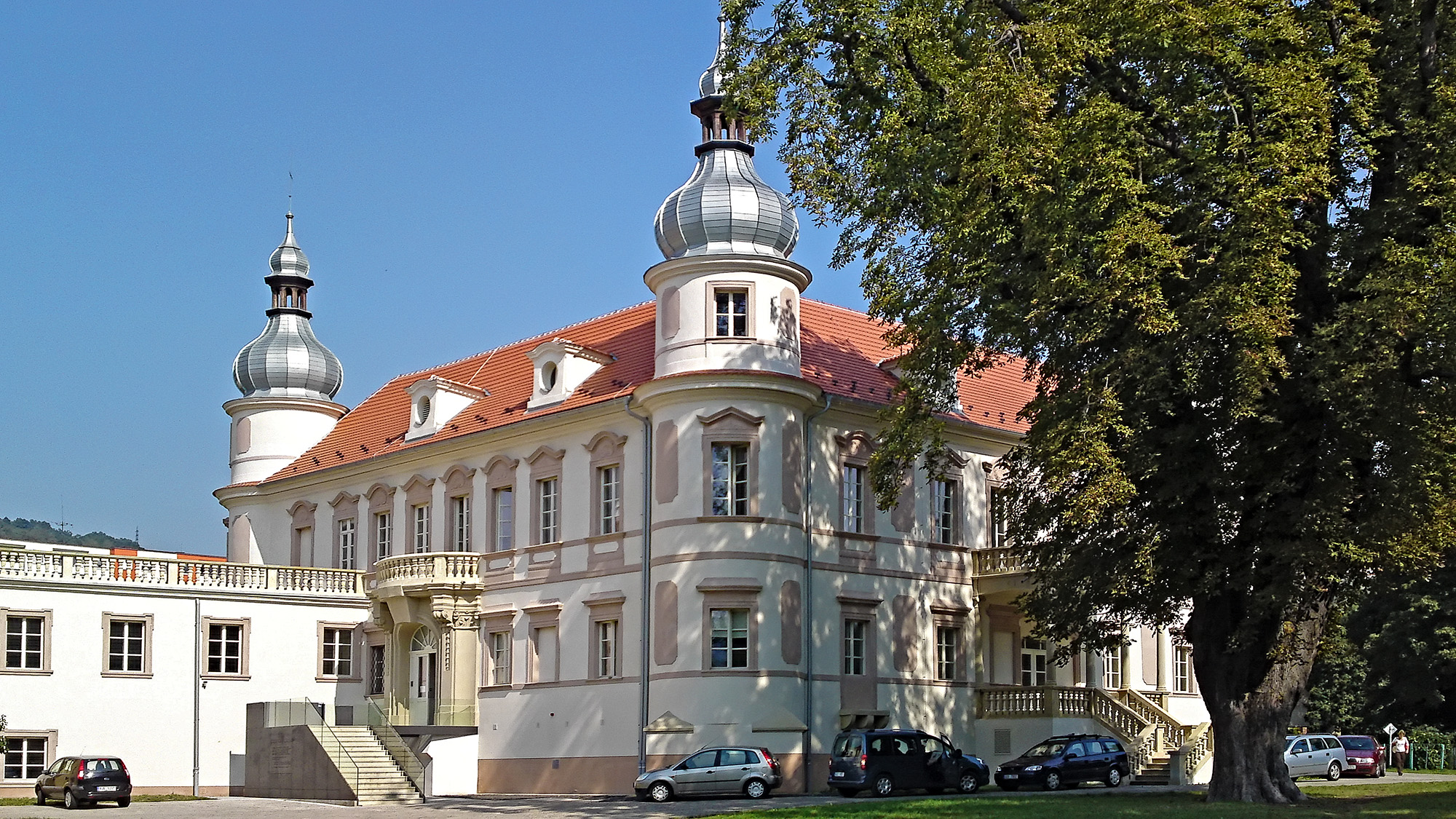
Schloss Schönpriesen

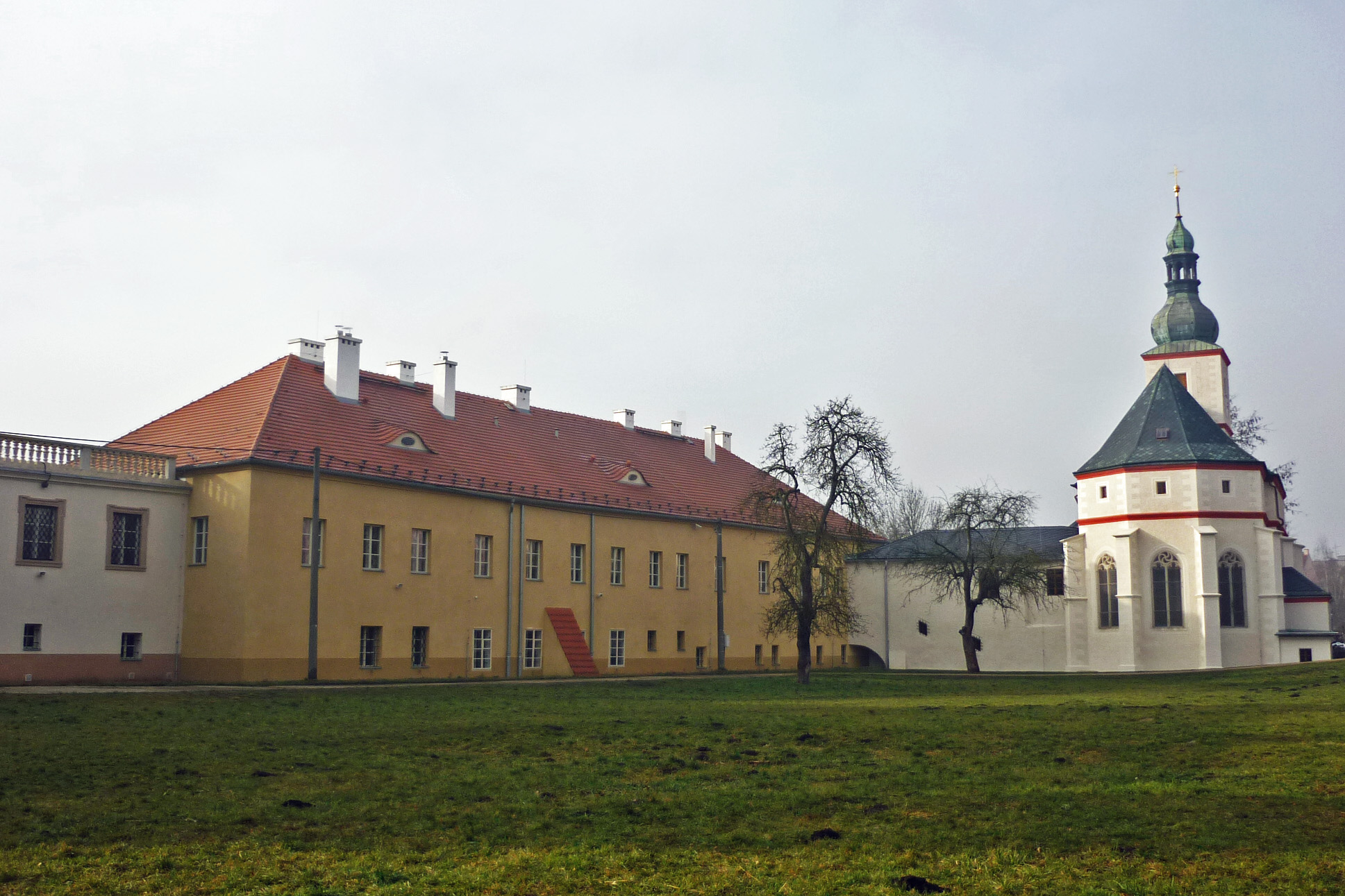
Altes Schloss, Verbindungsbau und ehemalige Schlosskirche St. Florian

## Geschichte
Die erste urkundliche Erwähnung des Ortes stammt aus einer Urkunde des Fürsten Spytihněv II. aus dem Jahr 1057. An der Stelle des heutigen Schlosses Schönpriesen stand früher ein Kastell.
Um das Jahr 1600 ließ Rudolf von Bünau ein Renaissanceschloss erbauen, der Baumeister war Hans Boge, Steinmetz aus Pirna. Der älteste Teil des Schlosses ist der Seitenflügel, der mit der Schlosskirche St. Florian durch einen Gang verbunden ist. An der Gartenseite des Alten Schlosses befindet sich eine Sonnenuhr mit der Jahreszahl 1603 und der lateinischen Anschrift „Soli deo Gloria“.
Die Schlosskirche St. Florian wurde in den Jahren 1597–1603 ebenfalls von Hans Boge errichtet, sie ist ein Beispiel für die sächsischen Renaissance in Böhmen mit spätgotischem Maßwerk, Netzrippengewölbe und Portalen mit Diamantquadern. Der Hauptaltar stammt aus dem Jahr 1605. An der Kirche befindet sich ein kleiner alter Friedhof mit den Gräbern der früheren Patronatsherren.
Nach der Schlacht am Weißen Berg gingen die Grafen von Bünau zurück nach Sachsen.
Neue Besitzer wurden die Grafen Thun–Hohenstein (bis 1647), danach Graf von Althan (1680) und Graf Cavriani. Im Jahre 1730 wurde das Schloss von Graf Ludwig Richard Cavriani im Barockstil umgebaut.
Im 19. Jahrhundert erwarb Graf Heinrich von Kolowrat-Krakovský-Novohradský (* 27. Januar 1826 in Neuhaus; † 19. März 1904 in Schönpriesen) das Schloss.
Im 19. Jahrhundert erfolgte der Anbau eines neuen Flügels mit Balkon.
Dieses sogenannte neue Schloss hat einen quadratischen Grundriss um einen zentralen Hof, in den Ecken befinden sich zylinderförmige Türme mit Zwiebelkuppeln. Es ist zweigeschossig ausgeführt und steht auf einer Terrasse, der Hauptzugang erfolgt über eine Treppe aus Südwesten.
Weitere Renovierungen erfolgten in den Jahren 1897 und 1926.
Nach den Kolowrats übernahm Graf Jan Skrbenský z Hříště (* 1868), verheiratet mit Malvína von Kolowrat (1873–1932), die Herrschaft Schönpriesen. Die Grafen von Skrbenský bewohnten das Schloss bis zur Enteignung im Jahr 1945. Danach war es Amtssitz der Tschechoslowakischen Staatsbahn ČSD.
Der umliegende Park hatte früher eine Anzahl von Gartengebäuden und wurde im 20. Jahrhundert durch den Bau einer Straße stark verändert.
Gegenwärtig ist das Schloss im Eigentum des Denkmalschutzamts der Stadt Ústí nad Labem, das hier seit 2011 seinen Sitz hat.